# 宮嶋巌
宮嶋 巌（みやじま いわお、1914年5月2日 - 2005年6月21日）は、北海道小樽市出身のスキージャンプ選手。宮島の表記もある。

## 来歴
旧制小樽中学（現：北海道小樽潮陵高等学校）4年時にジャンプを始めた。中学卒業後、小樽高等商業学校（現：小樽商科大学）に進む。
高等商業学校在学中の1936年にガルミッシュ・パルテンキルヒェンオリンピックに出場、31位だった。本人は「恥ずかしいばかりの成績」と不本意な結果だった。
当時主流だった両腕を前に伸ばして前傾するフォームではなく、現在において主流になっている両腕を身体に添えるフォームを用いていたという。